# Angelina (novela)
Angelina es una novela del escritor mexicano Rafael Delgado publicada inicialmente por entregas en un periódico de la época en 1894. La primera versión en forma de libro fue publicada al año siguiente en 1895. Esta fue la segunda novela del autor y la crítica sostiene muchas similitudes con la novela María del colombiano Jorge Isaacs.

## Argumento
Rodolfo, el nombre del personaje principal con tan solo 17 años, se ve obligado a finalizar sus estudios en la capital mexicana y regresa a su pueblo provinciano en donde busca acomodo en diversos oficios y a la vez conoce y se enamora de una huérfana que servía en su familia de nombre Angelina.
La obra es fuertemente influenciada por el movimiento romántico que se dio en diversas artes a finales del siglo XIX por todo el mundo en el que existía una marcada tendencia por ejemplo en la literatura, a titular novelas o narraciones con nombres de mujer como fue el caso de Ignacio Manuel Altamirano con Clemencia o Jorge Isaacs con María y por ello Angelina, aunque es un personaje de la historia, no es el personaje principal ya que el autor de la obra narra en primera persona sus experiencias de juventud en el cual se enamora tempranamente de la joven Angelina siendo su amor no correspondido y ella decide en cambio tomar los hábitos religiosos.